# Wahlen 1800
1796 | Wahlen 1800

Weitere Ereignisse

## Nordamerika
- USA: Präsidentschaftswahl
- Gouverneurswahlen in den Vereinigten Staaten 1800
- Wahlen zum Repräsentantenhaus der Vereinigten Staaten 1800
- Wahlen zum Senat der Vereinigten Staaten 1800 und 1801

## Andere
- Konklave 1799–1800